# Гавриїл (Рафтопулос)
Гавриїл (в миру Гавриїл Рафтопулос, грец. Γαβριήλ Ραυτόπουλος; нар. 1957 Афіни) — ієрарх Александрійського патріархату, старець-митрополит Леонтопольський, іпертим і екзарх Другої Августамніки та Червоного моря. Патріарший представник в Александрії, Генеральний Патріарший епітроп.

## Біографія
Закінчив богословську школу Афінського університету.
У 1981 році був висвячений у сан диякона, а в 1984 році — в сан пресвітера. Служив в Афінах, в Серрі, а також в Господарчій службі Священного Синоду Православної Церкви Еллади.
У 1990 році перевівся в клір Александрійського патріархату, де служив протосингелом Зімбабвійської митрополії і Патріаршим екзархом у Александрійському Подвір'ї РПЦ — Свято-Троїцькому соборі Одеси.
У червні 2005 року був призначений патріаршим представником в Александрії.
1 листопада 2006, рішенням Священного Синоду Александрійського Патріархату, був обраний титулярним єпископом Мареотидським, вікарієм Папи і Патріарха Александрійського і всієї Африки.
4 листопада 2006, в Александрійському соборі Преподобного Сави Освяченого, поставлений на єпископа Мареотидського. Хіротонію звершили: Патріарх Александрійський Феодор ІІ, старець-митрополит Мемфіський Павло (Лінгріс), митрополит Закінфський Хризостом (Сінетос) (із Церкви Еллади), митрополит Кампальський Іона (Лванґа), митрополит Йоганнесбурзький і Преторійський Серафим (Кіккотіс), митрополит Нігерійський Олександр (Янніріс), митрополит Карфагенський Алексій (Леонтарідіс), митрополит Зімбабвійський Георгій (Владимиру), митрополит Еромопольський Миколай (Антоніу), митрополит Іринопольський Димитрій (Захаренгас), митрополит Центральноафриканський Ігнатій (Манделідіс), митрополит Камерунський Григорій (Стергіу), єпископ Букобський Ієронім (Музеї), єпископ Замбійський Йоаким (Кондовас) і єпископ Ганський Дамаскин (Папандреу).
15-17 листопада 2010 взяв участь у роботі VI Міжнародної богословської конференції РПЦ «Жизнь во Христе: христианская нравственность, аскетическое предание Церкви и вызовы современной эпохи», де розповів про проповіді Александрійської Церкви в Африці, серед народів, які нічого не знали ні про християнство, ні про європейську культуру: «У Африці ми повинні були концентруватися більше на активності Церкви, а не на філософії і богослов'ї. Ми повинні були навчити людей Христу, розп'ятому і воскреслому».
21 листопада 2012 року був обраний митрополитом Леонтопольським, іпертимом і екзархом Другої Августамніки і Червоного моря, 21 грудня в соборі Святого Міни в Ісмаїлії відбулася його інтронізація, яку очолив Патріарх Феодор II.
17 лютого 2013 представляв Александрійський Патріархат на урочистостях з нагоди інтронізації Антіохійського Патріарха Іоанна X.
З грудня 2013 року по листопад 2014 року тимчасово керував Пілусійською митрополією.
24 листопада 2015 року в знак високої оцінки діяльності митрополита Гавриїла він був удостоєний титулу Генерального Патріаршого епітропа.